# Poecilotheria
Poecilotheria là một chi nhện trong họ Theraphosidae. Chúng phân bố ở châu Á, bao gồm Ấn Độ và Sri Lanka.

## Các loài
Chi này gồm các loài:
- Poecilotheria fasciata (Latreille, 1804)
- Poecilotheria formosa Pocock, 1899
- Poecilotheria hanumavilasumica Smith, 2004
- Poecilotheria metallica Pocock, 1899
- Poecilotheria miranda Pocock, 1900
- Poecilotheria ornata Pocock, 1899
- Poecilotheria pederseni Kirk, 2001
- Poecilotheria pococki Charpentier, 1996
- Poecilotheria regalis Pocock, 1899
- Poecilotheria rufilata Pocock, 1899
- Poecilotheria smithi Kirk, 1996
- Poecilotheria striata Pocock, 1895
- Poecilotheria subfusca Pocock, 1895
- Poecilotheria tigrinawesseli Smith, 2006
- Poecilotheria uniformis Strand, 1913